# UFC 312
UFC 312: du Plessis vs. Strickland 2（ユーエフシー・スリートゥエルブ：デュ・プレシ・バーサス・ストリックランド・ツー）は、アメリカ合衆国の総合格闘技団体「UFC」の大会の一つ。2025年2月8日、オーストラリア・ニューサウスウェールズ州シドニーのクードス・バンク・アリーナで開催された。

## 大会概要
本大会は王者ドリカス・デュ・プレシと挑戦者ショーン・ストリックランドによるUFC世界ミドル級タイトルマッチ、王者ジャン・ウェイリーと挑戦者タチアナ・スアレスによるUFC世界女子ストロー級タイトルマッチが組まれた。

## 試合結果

### アーリープレリム
第1試合 ライト級 5分3R
○  クイラン・サルキルド vs.  アンシュル・ジュブリ ×
1R 0:19 TKO（右ストレート）
第2試合 ウェルター級 5分3R
○  ジョナサン・ミケイレフ vs.  ケビン・ジュセ ×
3R終了 判定3-0（29-28、29-28、29-28）
第3試合 ライト級 5分3R
○  ロン・チュー vs.  コーディ・スティール ×
3R終了 判定3-0（30-27、30-27、30-27）

### プレリミナリーカード
第4試合 ライト級 5分3R
○  アレクサンドル・トプリア vs.  コルビー・シックネス ×
3R終了 判定3-0（30-27、30-27、30-27）
第5試合 女子フライ級 5分3R
○  ワン・ツォン vs.  ブルーナ・ブラジル ×
3R終了 判定3-0（30-27、30-27、30-27）
第6試合 ライト級 5分3R
○  トム・ノーラン vs.  ヴィチェスラフ・ボルシェフ ×
3R終了 判定3-0（29-28、29-28、30-27）
第7試合 ライト級 5分3R
○  ガブリエル・サントス vs.  ジャック・ジェンキンス ×
3R 2:06 リアネイキドチョーク

### メインカード
第8試合 ウェルター級 5分3R
○  ジェイク・マシューズ vs.  フランシスコ・プラド ×
3R終了 判定3-0（30-27、30-27、30-27）
第9試合 ライトヘビー級 5分3R
△  ジミー・クルート vs.  ホドルフォ・ベラト △
3R終了 判定1-0（29-27、28-28、28-28）
第10試合 ヘビー級 5分3R
○  タリソン・テイシェイラ vs.  ジャスティン・タファ ×
1R 0:35 TKO（肘打ち→パウンド）
第11試合 UFC世界女子ストロー級タイトルマッチ 5分5R
○  ジャン・ウェイリー vs.  タチアナ・スアレス ×
5R終了 判定3-0（49-46、49-46、49-45）
※ウェイリーが3度目の王座防衛に成功。
第12試合 UFC世界ミドル級タイトルマッチ 5分5R
○  ドリカス・デュ・プレシ vs.  ショーン・ストリックランド ×
5R終了 判定3-0（50-45、50-45、49-46）
※デュ・プレシが2度目の王座防衛に成功。

### 各賞
ファイト・オブ・ザ・ナイト：ロン・チュー vs. コーディ・スティール
パフォーマンス・オブ・ザ・ナイト：タリソン・テイシェイラ、クイラン・サルキルド
各選手にはボーナスとして5万ドルが授与された。

### カード変更
負傷などによるカードの変更は以下の通り。